# 茨城県道503号古河坂東自転車道線

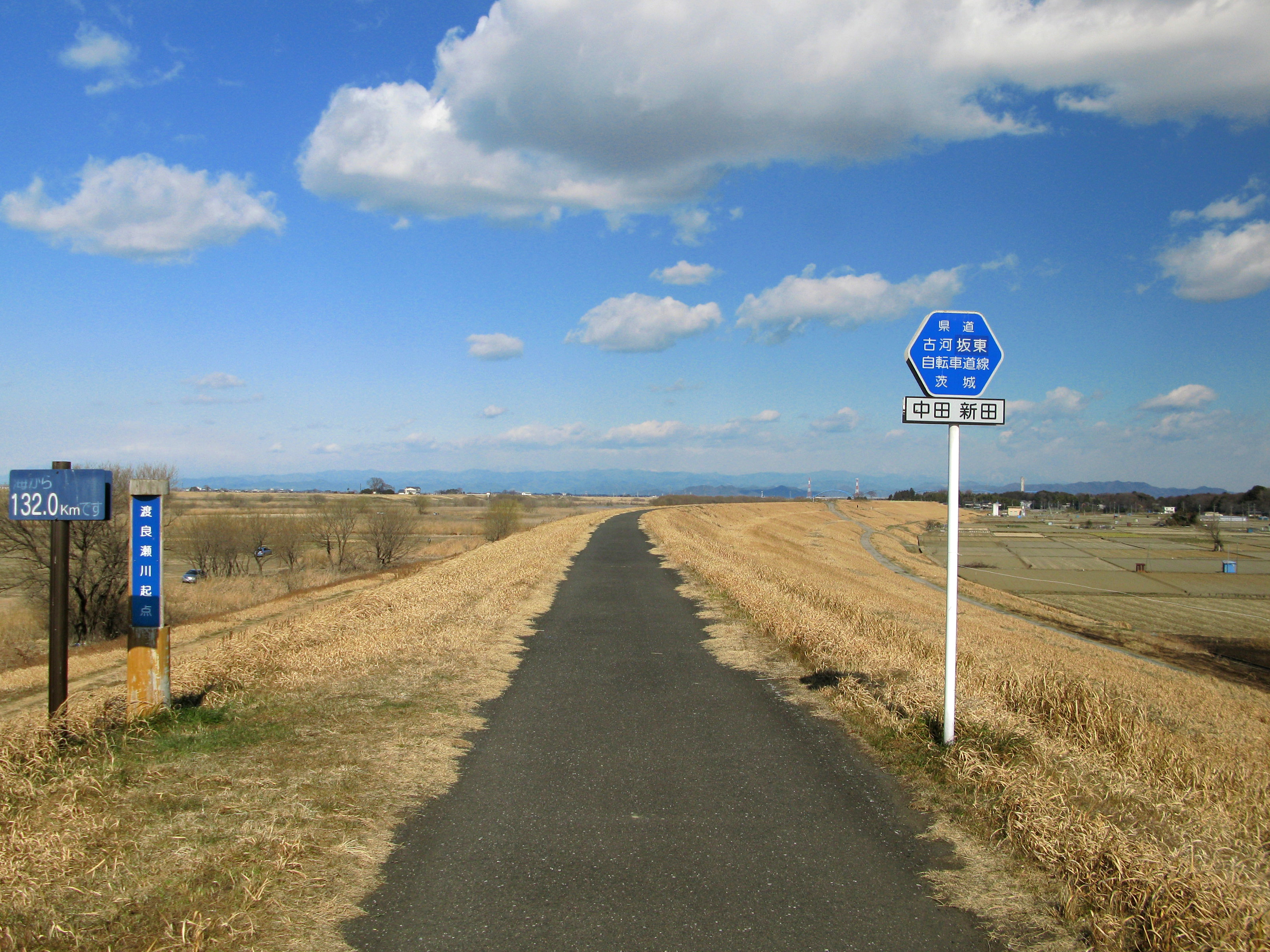
古河市中田新田付近

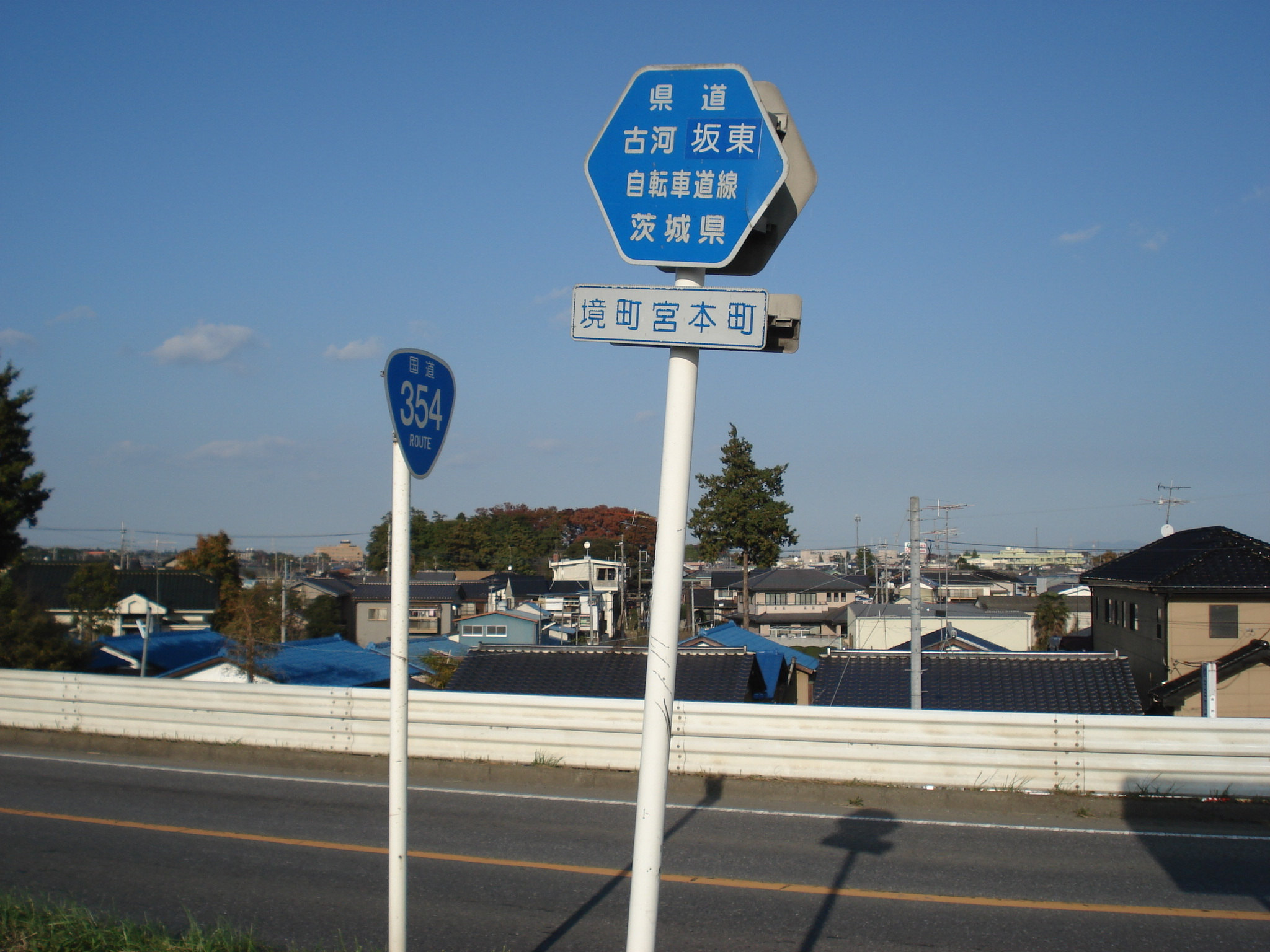
猿島郡境町付近

茨城県道503号古河坂東自転車道線（いばらきけんどう503ごう こがばんどうじてんしゃどうせん）は、茨城県古河市から坂東市に至る一般県道（自転車道）である。通称、利根渡良瀬自転車道とよばれる。

## 概要
全線が渡良瀬川・利根川左岸の高水敷や堤防上天端にある。古河市桜町の国道354号交点から坂東市莚打（むしろうち）を結ぶ自転車道で、このうち、2014年末時点で坂東市長谷（鵠戸沼排水機場手前付近）から終点・莚打間が未供用である。

### 路線データ
- 起点：茨城県古河市桜町4番3地先（国道354号交点＝三国橋交差点）[1]
- 終点：茨城県坂東市莚打[1]
- 重要な経過地：旧猿島郡総和町[1]（現古河市）、猿島郡境町[1]
- 総延長：26.691 km[2]
- 重用延長：なし[2]
- 未供用延長：なし[2]
- 実延長：26.691 km[2]

## 歴史
1987年（昭和62年）2月9日、新たな自転車道の県道として古河市桜町を起点とし、岩井市大字莚打を終点とする区間を本路線とする古河岩井自転車道線として茨城県が県道路線認定した。 1995年（平成7年）に現在の整理番号503へ変更する。2005年（平成17年）、岩井市が平成の大合併により坂東市となったことに伴い、翌2006年（平成18年）には路線名を古河坂東自転車道線へ改称し現在に至る。

### 年表
- 1987年（昭和62年）2月9日：県道古河岩井自転車道線（整理番号416）として路線認定[1]。
- 1988年（昭和63年）3月31日：古河市桜町 - 猿島郡境町蓮池下の区間（15.02 km）を供用開始[3]。
- 1995年（平成7年）3月30日：整理番号416から現在の番号（整理番号503）に変更される[4]。
- 2005年（平成17年）9月22日：猿島郡境町大字金岡 - 新田戸 - 桐ケ作の区間（延長合計2,209 m）が開通する[5]。
- 2006年（平成18年）4月1日：路線名を現在の古河坂東自転車道線へ改称[6]。
- 2014年（平成26年）12月1日：古河市牧野地（クリーンセンター前） - 古河市新久田間（約0.5 km）の自転車道を整備供用開始[7]。
- 2016年（平成28年）6月15日：古河市中田新田（中田排水機場前）の自転車道を整備供用開始[8]。
- 2017年（平成29年）6月15日：古河市水海（釈水土地改良区事務所前 - 国道4号付近：約1.1 km）の自転車道を整備供用開始[9]。
- 2023年（令和5年）11月20日：古河市鳥喰の自転車道を整備供用開始[10]。

## 地理

### 通過する自治体
- 茨城県
  - 古河市 - 猿島郡境町 - 坂東市

### 交差する道路
注：本道とは直接接続せず立体交差している道路も含まれる
- 国道354号（新三国橋）（茨城県古河市牧野地）
- 国道4号（古河市中田）
- 新4号国道（春日部古河バイパス）（古河市水海）
- 国道354号（境町）
- 茨城県道17号結城野田線（境町）
- 茨城県道162号岩井関宿野田線（下総利根大橋有料道路）（坂東市木間ヶ瀬）